# ابراهیم مصطفی (کشتی‌گیر)
ابراهیم مصطفی (عربی: ابراهیم مصطفی؛ ۲۰ آوریل ۱۹۰۴ – ۱۱ اکتبر ۱۹۶۸) کشتی‌گیر فرنگی اهل مصر بود.
در اولین تورنمنت بین‌المللی خود، المپیک ۱۹۲۴، او در رده سبک‌وزن چهارم شد. چهار سال بعد در این مسابقه مدال طلا گرفت و پس از السید نصیر دومین قهرمان المپیک مصر شد.
وی در مسابقات کشوری و بین‌المللی در مجموع برندهٔ ۱ مدال طلا شده‌است.
پس‌از درگذشت وی، مسابقات سالانه بین‌المللی ابراهیم مصطفی به افتخار وی برگزار شد.